# Sklabiňa
Sklabiňa (ungarisch Szklabinya) ist eine Gemeinde im Norden der Slowakei mit 644 Einwohnern (Stand 31. Dezember 2024), die zum Okres Martin, einem Teil des Žilinský kraj gehört und zur traditionellen Landschaft Turz gezählt wird.

## Geographie

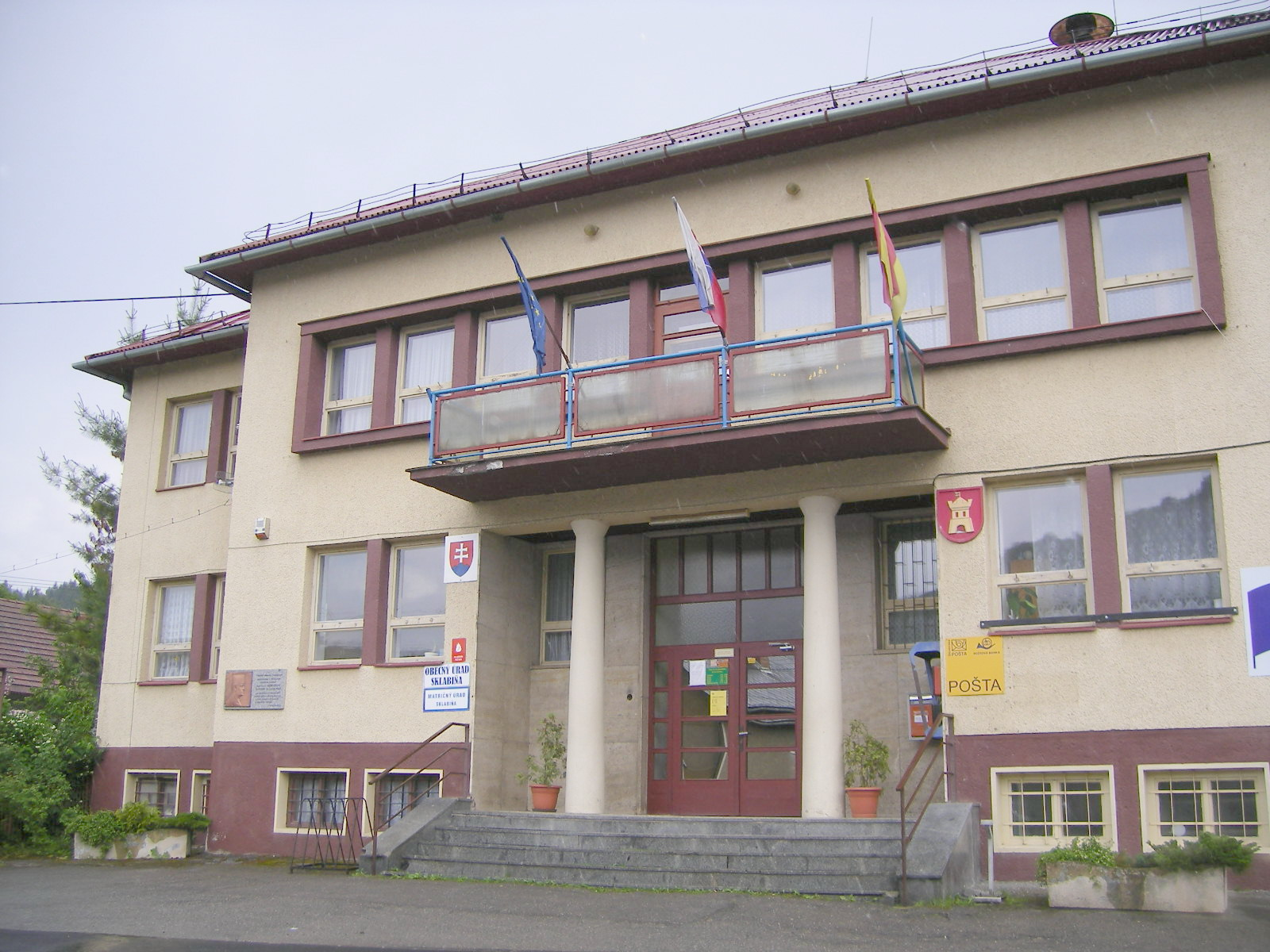
Gemeindeamt von Sklabiňa

Die Gemeinde befindet sich im östlichen Turzbecken im Tal des Baches Sklabinský potok und im Einzugsgebiet des Turiec. Der Westteil des Gemeindegebiets ist hügelig, im Osten geht es über in die Große Fatra (höchster Punkt 1041 m n.m.). Das Ortszentrum liegt auf einer Höhe von 484 m n.m. und ist neun Kilometer östlich von Martin entfernt.
Sklabiňa grenzt an folgende Gemeinden: Sklabinský Podzámok im Norden und Osten, Turčianske Jaseno im Südosten, Záborie im Süden und Diaková im Westen.

## Geschichte

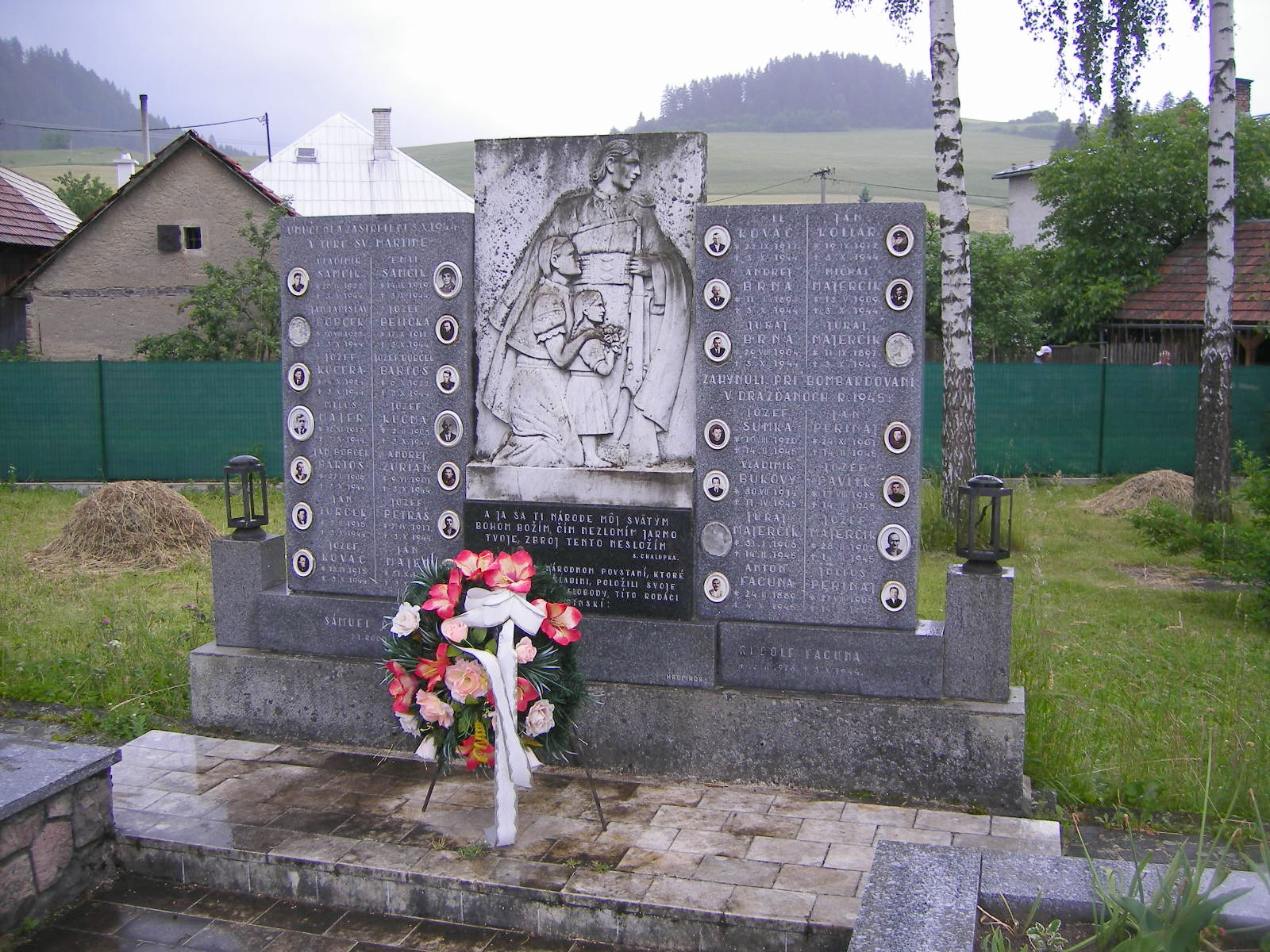
Denkmal an den Slowakischen Nationalaufstand

Auf dem Gemeindegebiet gab es eine Siedlung der Puchauer Kultur, zudem Funde slawischer Eisenwerkzeuge aus dem 8. und 9. Jahrhundert.
Sklabiňa wurde zum ersten Mal 1242 als Zklabonya schriftlich erwähnt und gehörte zum Herrschaftsgut der nahen Burg Sklabiňa sowie vom 16. bis zum 20. Jahrhundert dem Geschlecht Révay. 1828 zählte man 86 Häuser und 587 Einwohner, die in Forst- und Landwirtschaft und als Safranverarbeiter und Tagesarbeiter beschäftigt waren.
Bis 1918 gehörte der im Komitat Turz liegende Ort zum Königreich Ungarn und kam danach zur Tschechoslowakei beziehungsweise heute Slowakei. In der ersten Slowakischen Republik gab es rege Partisanenaktivität in der Gegend; am 21. August 1944, also noch vor dem Slowakischen Nationalaufstand, erklärten Partisanen Sklabiňa als erste slowakische Gemeinde zum „befreiten Gebiet der Tschechoslowakei“.

## Bevölkerung
| Jahr                | 1994 | 2004    | 2014    | 2024    |
| ------------------- | ---- | ------- | ------- | ------- |
| Anzahl der Personen | 584  | 608     | 634     | 644     |
| Unterschied         |      | +4,10 % | +4,27 % | +1,57 % |

| Jahr                | 2023 | 2024    |
| ------------------- | ---- | ------- |
| Anzahl der Personen | 642  | 644     |
| Unterschied         |      | +0,31 % |

Nach der Volkszählung 2011 wohnten in Sklabiňa 600 Einwohner, davon 576 Slowaken und jeweils ein Mährer, Russe und Tscheche; ein Einwohner war anderer Ethnie. 20 Einwohner machte keine Angabe. 325 Einwohner  bekannten sich zur evangelischen Kirche A. B., 100 Einwohner zur römisch-katholischen Kirche, neun Einwohner zur evangelisch-methodistischen Kirche, drei Einwohner zur orthodoxen Kirche, zwei Einwohner zur griechisch-katholischen Kirche und ein Einwohner zur apostolischen Kirche; fünf Einwohner waren anderer Konfession. 132 Einwohner waren konfessionslos und bei 32 Einwohnern ist die Konfession nicht ermittelt.
Ergebnisse nach der Volkszählung 2001 (626 Einwohner):
| Nach Ethnie: - 99,68 % Slowaken - 0,16 % Tschechen | Nach Konfession: - 67,09 % evangelisch - 17,25 % römisch-katholisch - 12,94 % konfessionslos - 1,60 % keine Angabe |